# Santuario de Nuestra Señora de Guadalupe (Guadalajara, Jalisco)
El Santuario de Nuestra Señora de Guadalupe es un templo católico de estilo herreriano localizado en el Paseo Alcalde de la ciudad de Guadalajara, Jalisco, México, dedicado (como su nombre lo indica) a la advocación mariana de Nuestra Señora de Guadalupe. La primera piedra se colocó el 7 de enero de 1777  y tras cuatro años de obras, la iglesia se inauguró en 1781. La construcción fue promovida y costeada por el filántropo español y entonces obispo de la diócesis, Antonio Alcalde y Barriga.
Pertenece a la Arquidiócesis de Guadalajara y tiene el rango de santuario arquidiocesano. El santuario es catalogado como monumento histórico por el Instituto Nacional de Antropología e Historia (INAH) para su preservación.

## Historia
El obispo fray Antonio Alcalde fue quien tuvo la idea de edificar una iglesia en la parte norte de la ciudad de Guadalajara, que en aquel entonces estaba prácticamente deshabitada. Fue el mismo obispo Alcalde quien costeó los gastos de la construcción del templo, así como la construcción de varias casas que se rentarían a bajo precio para las personas pobres que quisieran habitarlas, llamadas «las cuadritas» del Barrio del Santuario.
El templo se pensó, desde un principio, estaría dedicado a la advocación mariana de Nuestra Señora de Guadalupe, por la cual el obispo sentía gran fervor. Así la primera piedra se colocó el 7 de enero de 1777. Para su construcción y la construcción de «las cuadritas» se utilizó cantera de la barranca de Huentitán. Posteriormente, el 3 de diciembre de 1779, el obispo Alcalde dio un fondo de cuarenta mil pesos para que se edificarán 19 casas más, todo lo que fuera necesario para el servicio religioso y las casas para el cura, los ministros, el capellán y el sacristán.
El 7 de enero de 1781, cuatro años después de la colocación de la primera piedra, el templo fue bendecido por el señor Alcalde y se ofició la primera misa por el fray Rodrigo Alonso. Se realizó una procesión desde la catedral hasta el nuevo templo, de la cual tomaron parte la audiencia, el ayuntamiento, el clero secular y regular, muchas personalidades de la época y los vecinos de la ciudad.

## Arquitectura
En el interior del templo predomina el estilo neoclásico, originalmente eran del estilo barroco. Tiene retablos de madera dorada. La hornacina de la Virgen en el altar mayor es de madera labrada y tallada. La imagen de Nuestra Señora de Guadalupe se encuentra en el altar principal, pintura que data de 1779 realizada por Don José de Alcíbar. Solo en la fachada hay tres cuerpos en el sentido vertical que hacen referencia a la Santísima Trinidad. Su entrada es mediante un atrio rodeado en tres lados por un macizo de cantera soportando pilastras que demarcan modulus de rejas de hierro forjado.
El conjunto aparte del santuario incluye la sacristía, la antesacristía, el baptisterio, las capillas de Martín de Porres, Juan Diego Cuauhtlatoatzin y del Sagrado Corazón de Jesús, criptas del sótano, bodegas, el área penitencial etc.

## Capellanías
Como parroquia católica tiene dentro de su territorio cinco templos que son capellanías, que tienen una administración sacerdotal independiente al templo parroquial, pero que dependen para la administración de los sacramentos y del resguardo de los documentos de estos mismos sacramentos del Santuario, en orden alfabético:
- Templo de la Inmaculada Concepción (calle Santa Mónica, entre Juan Álvarez y Manuel Acuña)
- Templo de Nuestra Señora de Belén (calle Hospital, anexa al Antiguo Hospital Civil)
- Templo de Nuestra Señora de los Dolores (calles General Arteaga y Contreras Medellín)
- Templo de Nuestra Señora de la Asunción (calle Pino Suárez, entre Juan Álvarez y Manuel Acuña)
- Templo de San Diego de Alcalá (calles Garibaldi y González Ortega)

## Galería

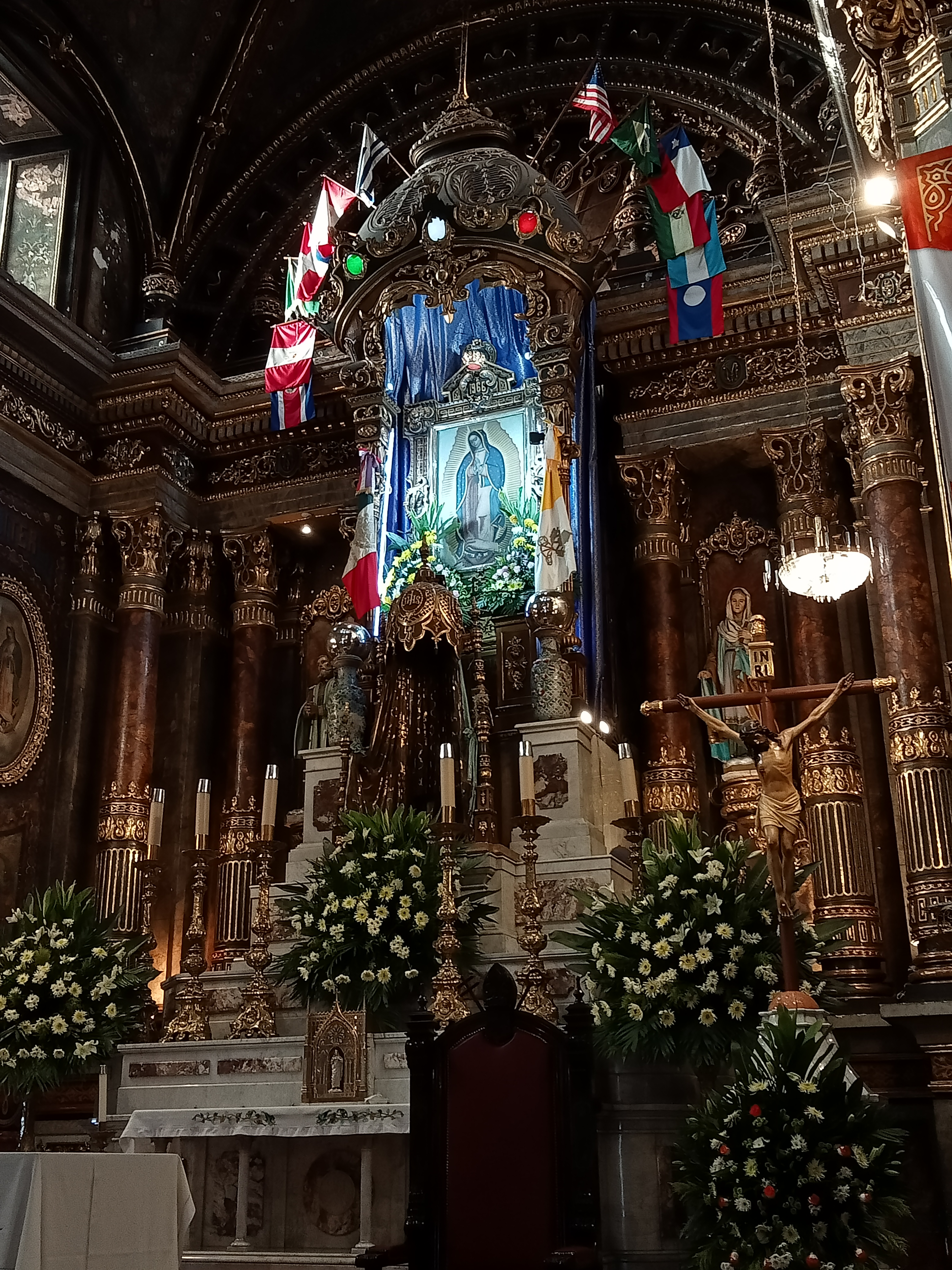
Ciprés del altar mayor dedicado a la Virgen de Guadalupe.
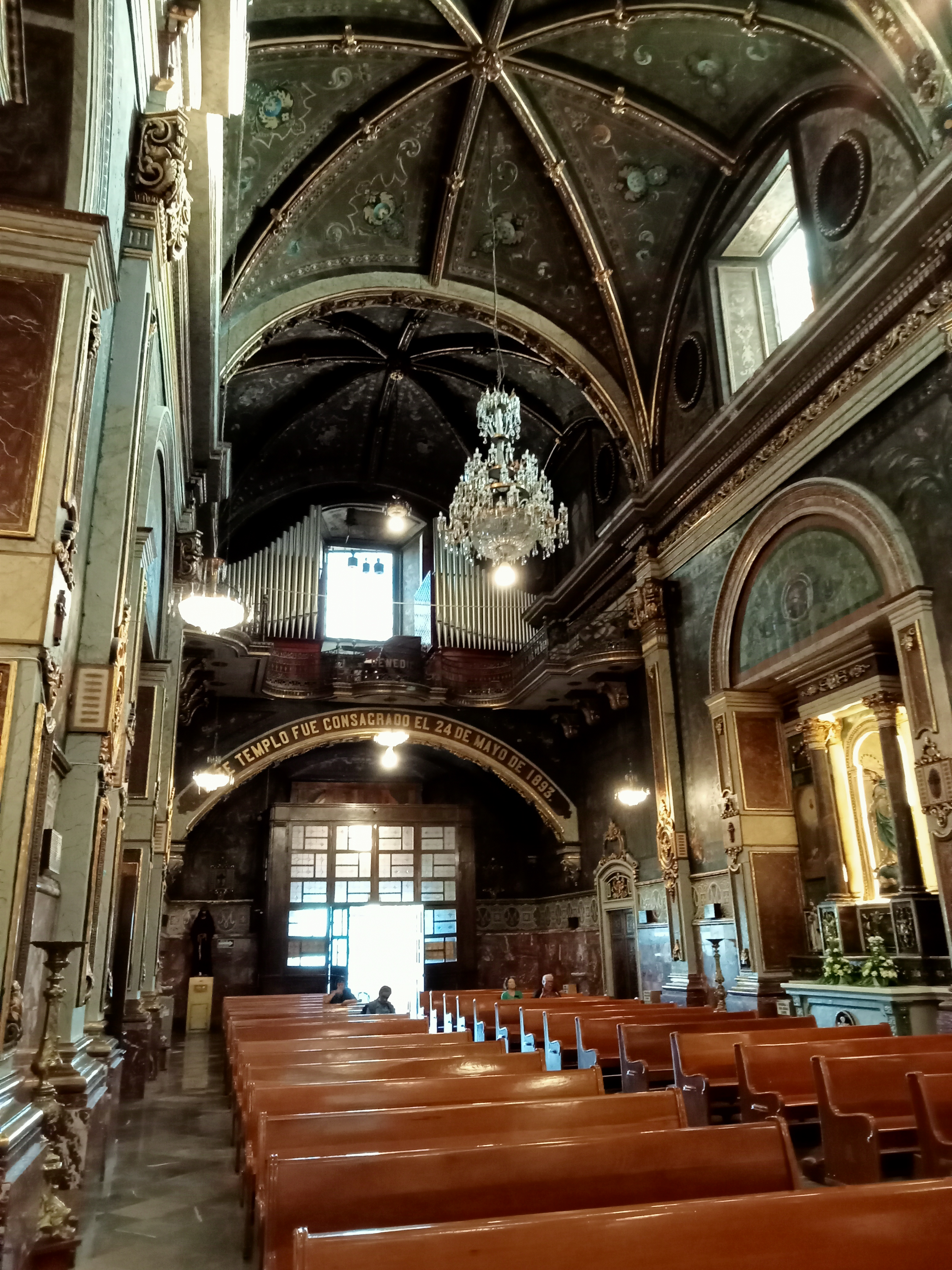
El coro.
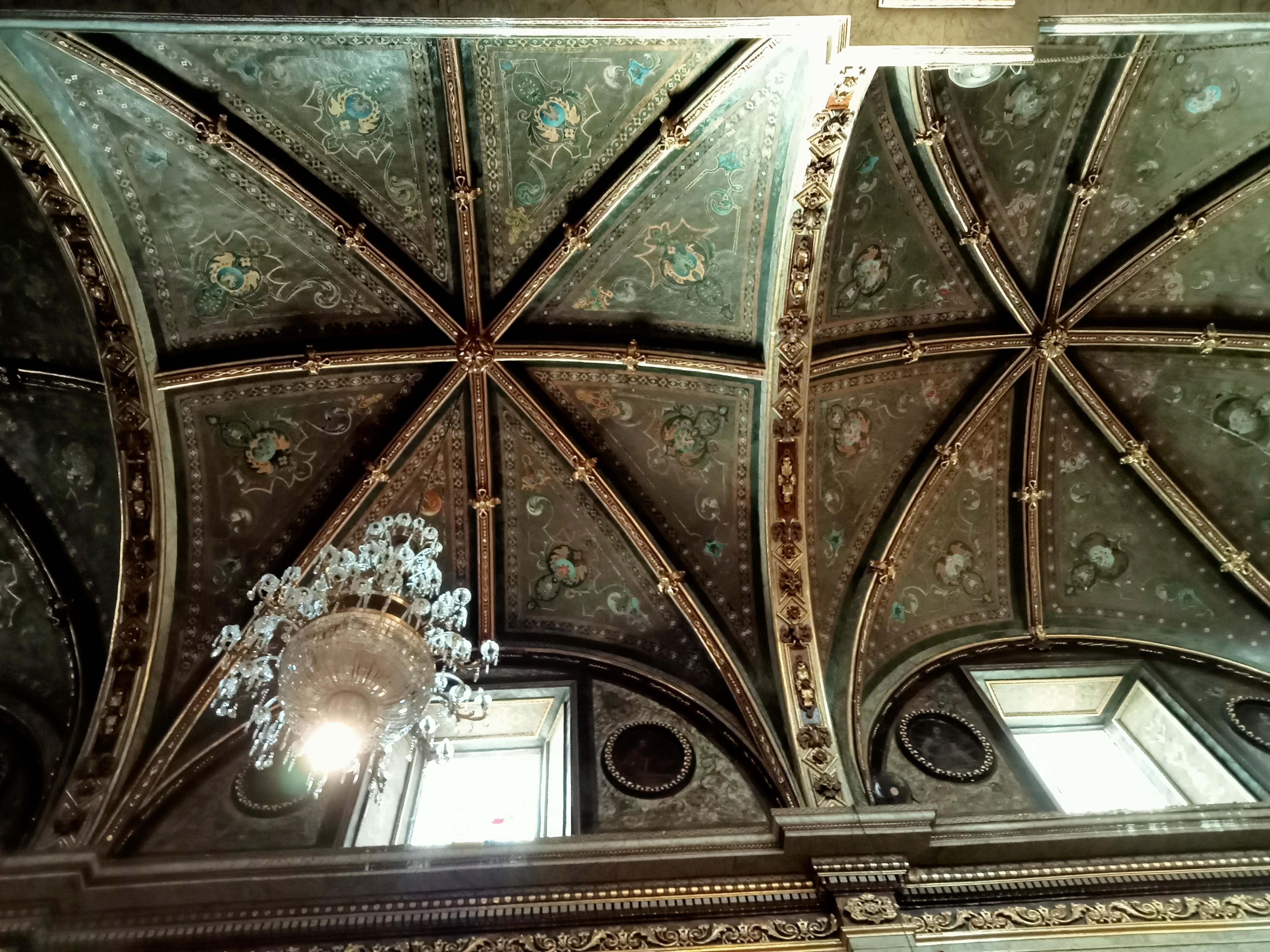
Vista de las bóvedas de pañuelo dentro del recinto.
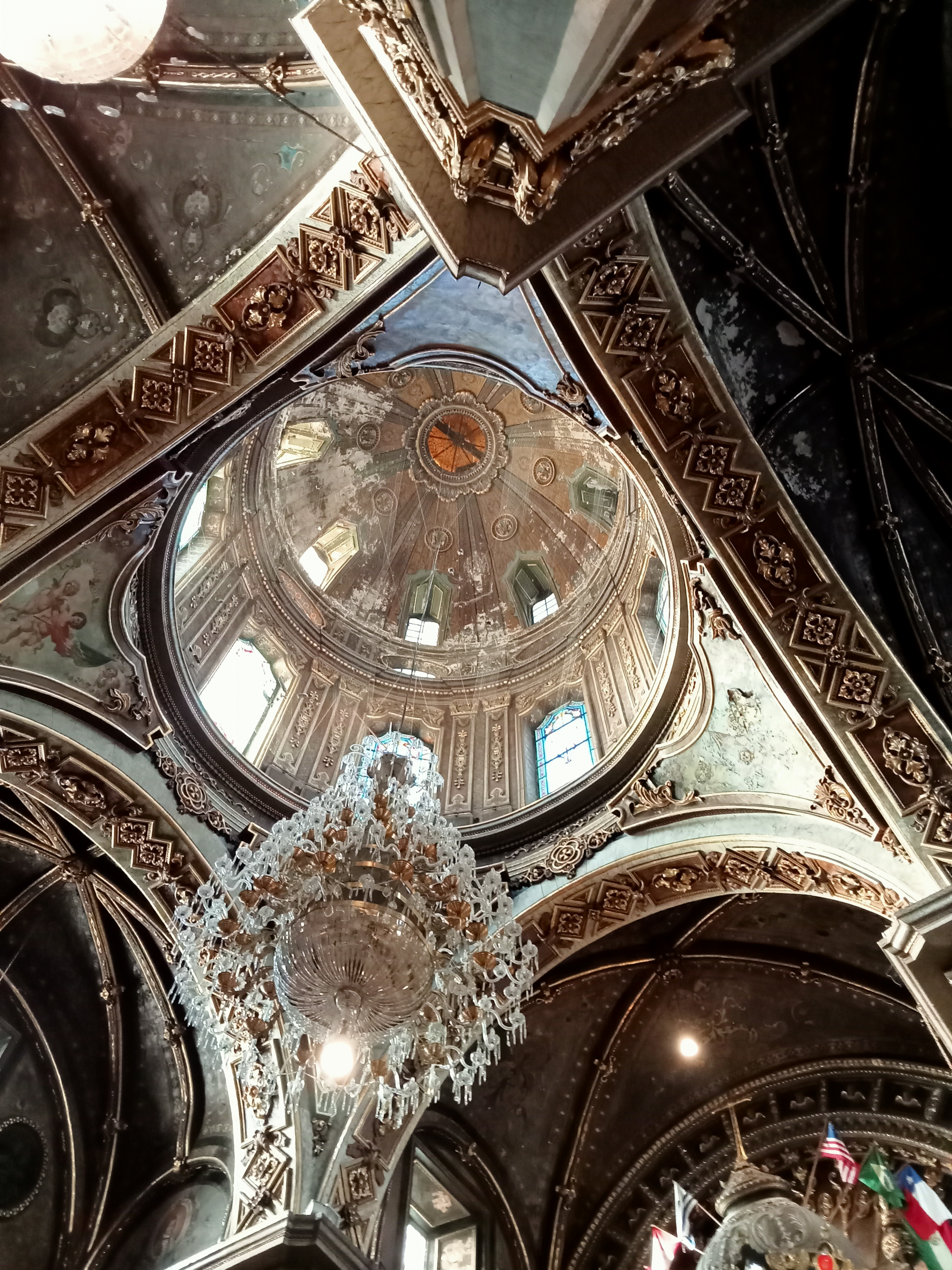
Vista interior de la cúpula.
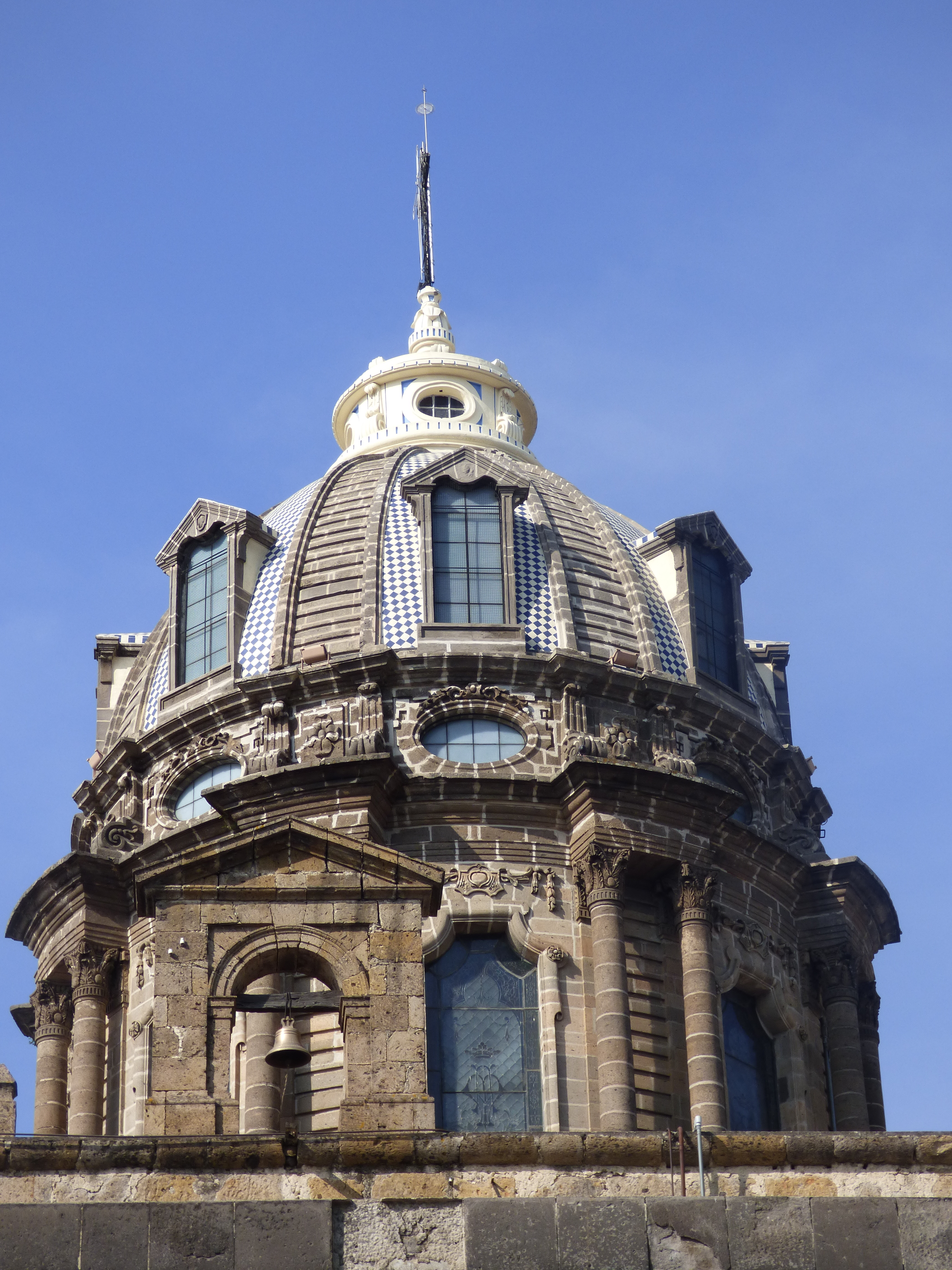
Vista exterior de la cúpula.
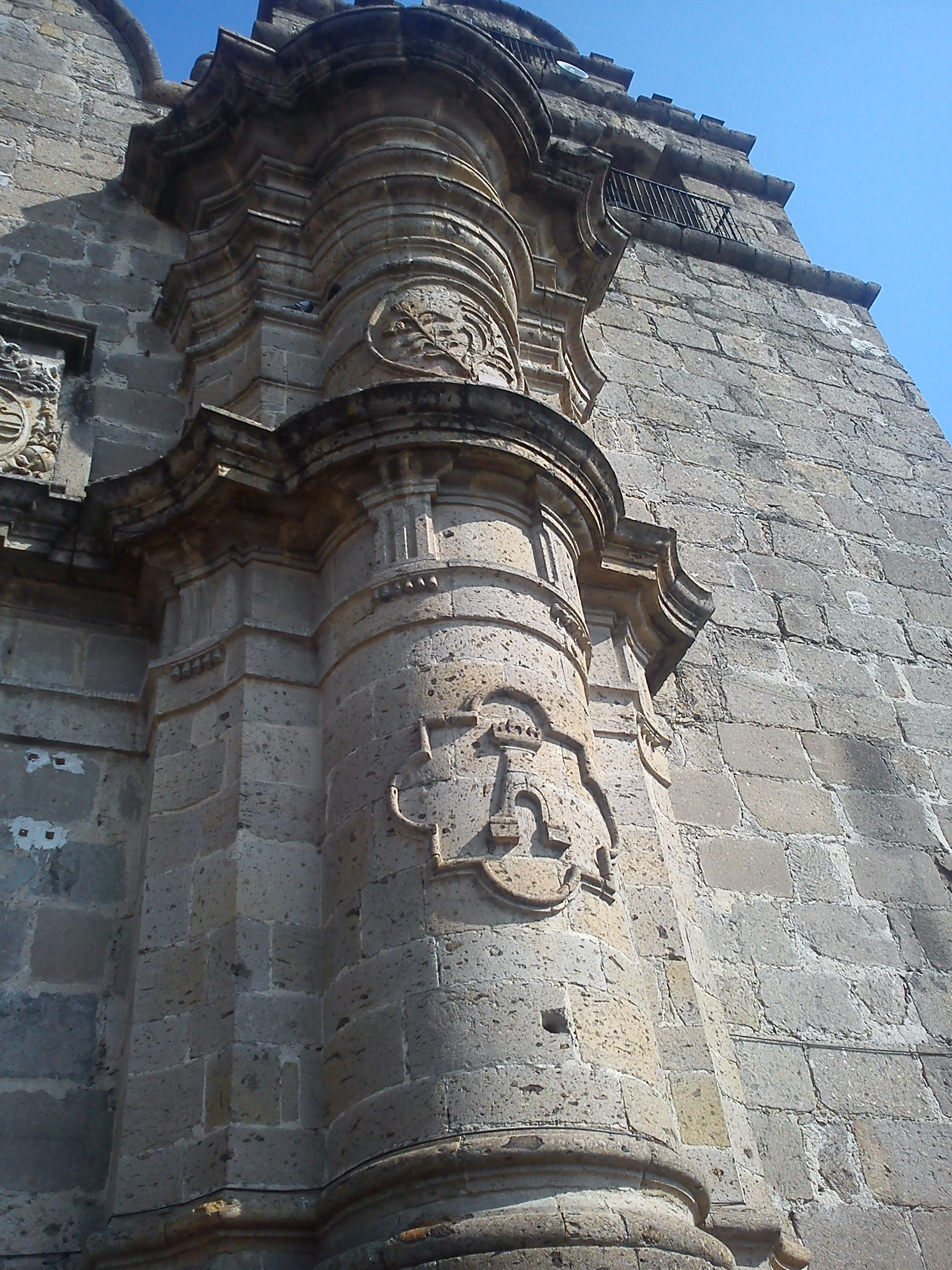
Columna con atributos grabados.
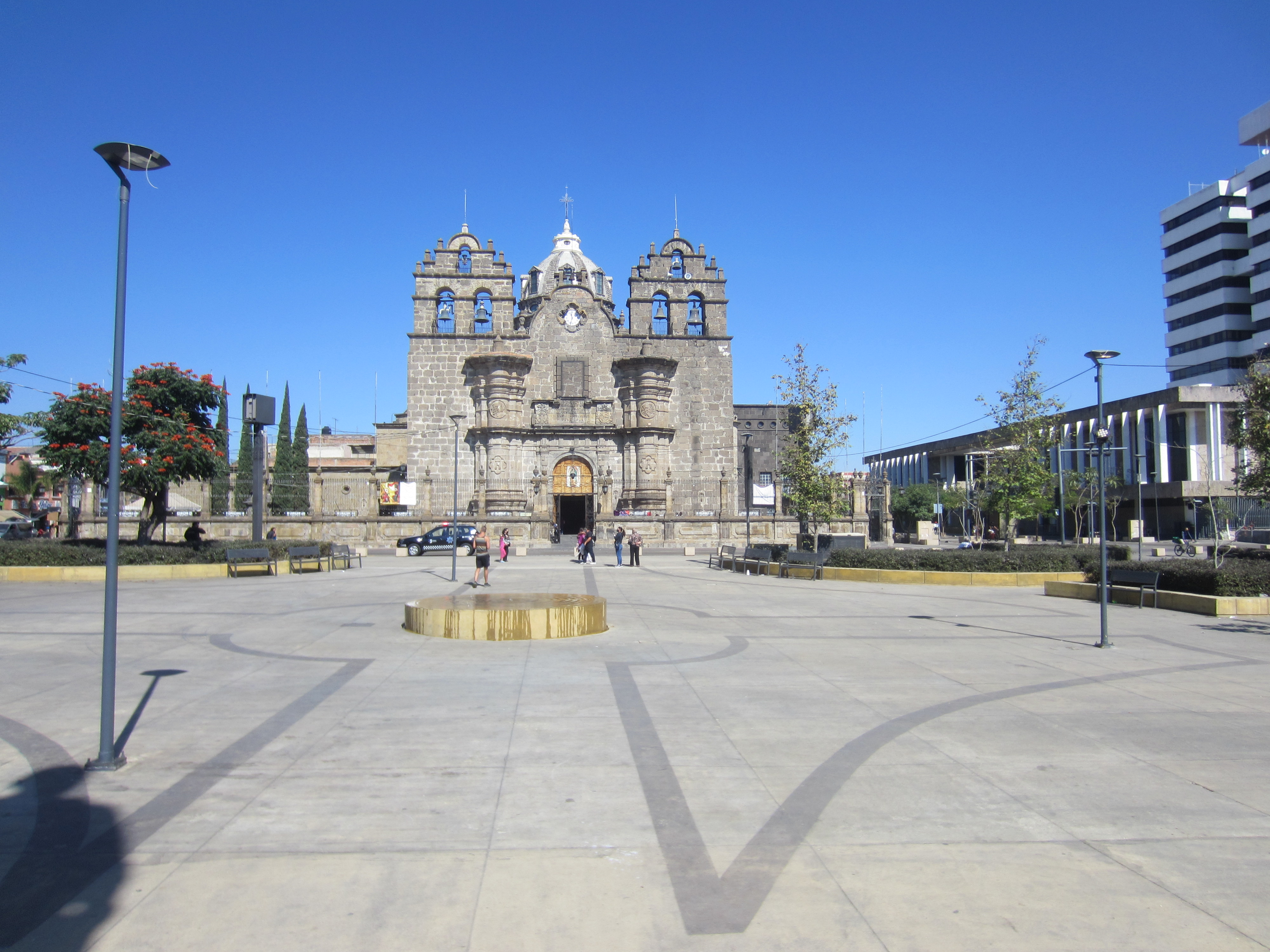
Jardín del Santuario.
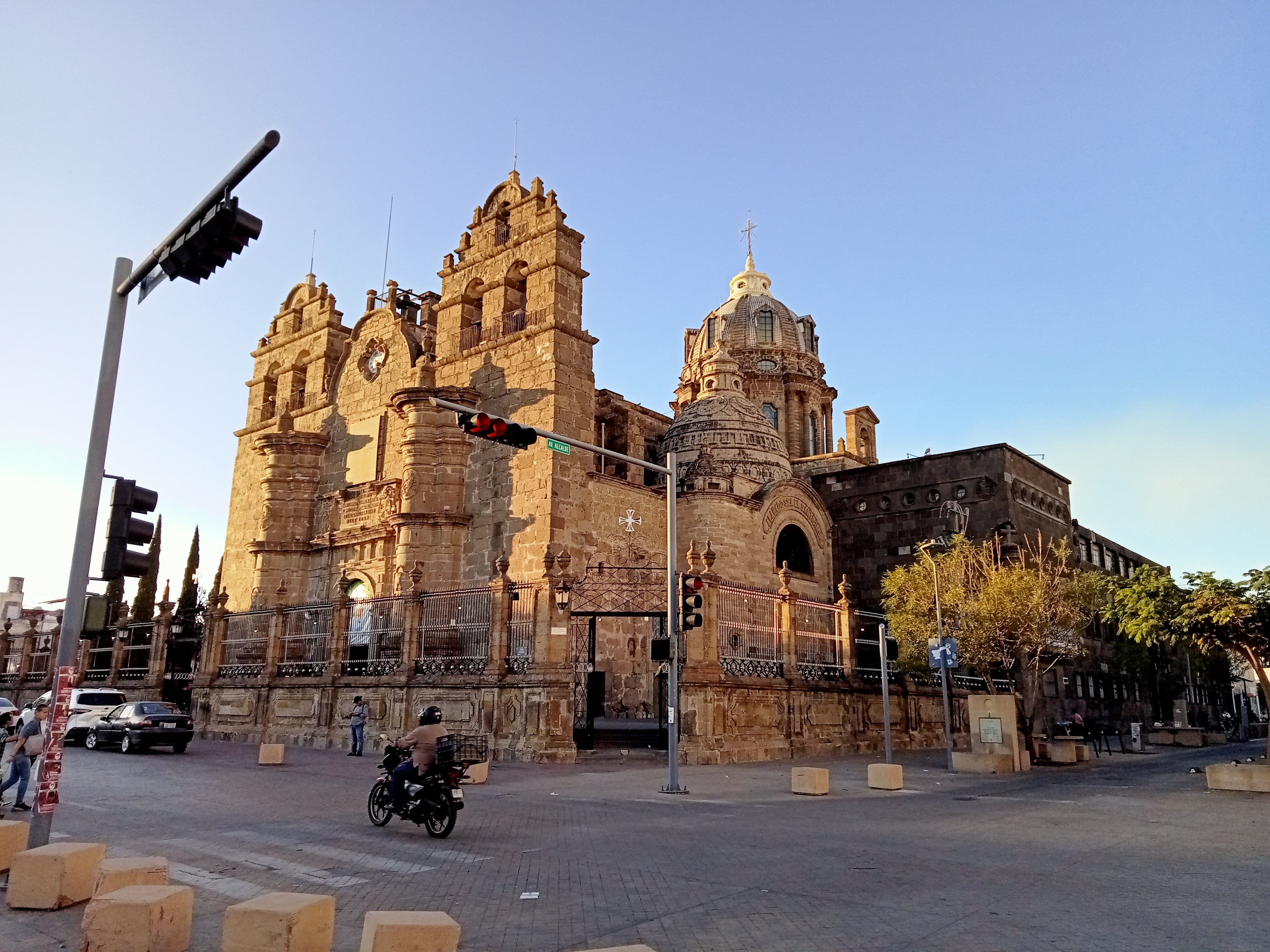
El santuario desde una perspectiva lateral